# Linda Zilliacus
Linda Zilliacus (* 25. April 1977 in Helsinki als Linda Elvira Gyllenberg) ist eine finnlandschwedische Schauspielerin.

## Leben
Linda Zilliacus ist in der zweisprachigen Stadt Helsinki (schwedisch Helsingfors) geboren und aufgewachsen. Ihren Master erhielt sie 1999 von der Theaterakademie Helsinki. Seit 1988 ist sie in einer Vielzahl von Film- und Fernsehproduktionen zu sehen und engagiert sich zeitweilig auch im Theater. 
Linda Zilliacus ist seit 2001 mit dem Schauspieler Tobias Zilliacus verheiratet, mit dem sie drei Kinder hat.

## Filmografie (Auswahl)
- 1988: Gubben i skåpet (Sonja)
- 1998: Ihon aika (Vieno als Linda Gyllenberg)
- 1998: Det finns flera sätt att simma (Barbie)
- 1999: Spy Games – Agenten der Nacht (Maija als Linda Gyllenberg)
- 1999: Kirjava silta (Inka Wuolijoki)
- 2000: Hovimäki (Hanna Sundelius als Linda Gyllenberg)
- 2000: Falkenswärds möbler (Jenny als Linda Gyllenberg)
- 2002: Kuutamolla (Ilona)
- 2003: Evil (Ondskan) (Marja)
- 2003: Operation Stella Polaris (Christina Forsius)
- 2003: Fling (Victoria)
- 2005: Om Sara (Sara)
- 2006: Isabella (Charlotta)
- 2007: August (Siri von Essen)
- 2007: Labyrint (Sofi Ramhäll)
- 2011: Maria Wern, Kripo Gotland - Schwarze Schmetterlinge (Maria Wern - Svart Fjäril)
- 2011: Anno 1790 (Magdalena Wahlstedt)
- 2014: Die Schneekönigin
- 2016: Blutsbande (Tjockare än vatten)
- 2016: Heroes of the Baltic Sea
- 2018: Stockholm Requiem (Sthlm Requiem)
- 2018: Dirigenten
- 2020: LasseMajas detektivbyrå
- 2021: Den svavelgula himlen

## Bühnenrollen (Auswahl)
- 1997: King Creole (Åbo svenska teater, Nellie)
- 1997: Lulu (Svenska Teatern, Kadega)
- 1997: Den italienska halmhatten (Skärgårdsteatern, als Virgine och Clotilde)
- 1998: Fylla sex (Svenska Teatern, Denise)
- 1999: Pop corn (Svenska Teatern, Velvet)
- 1999: Tre systrar (Teaterhögskolan, Irina)
- 2000: Den hemliga trädgården (Unga Teatern, Mary)
- 2000: Drakarna över Helsingfors (Teater Viirus, Cia)
- 2001: Bernarda Albas hus (Teater OZon, Adela)
- 2002: Mother (Teater OZon/Teater Viirus, Linda)
- 2002: Kometen kommer (Unga teatern, Sniff)
- 2004: Barnet med badvattnet (Teater Viirus)
- 2006: Den dansande prästen (Svenska Teatern)